# Sandra Oxenryd
Sandra Oxenryd est une chanteuse suédoise née le 1er octobre 1982 à Kristinehamn (Suède).
Sandra Oxenryd se fait remarquer en remportant Fame factory (version suédoise de Star Academy) en 2005 et enregistre son premier album. Elle remporte l’Eurolaul 2006 avec Through My Window, écrit par Pearu Paulus, Ilmar Laisaar et Alar Kotkas, auteur des chansons qui avaient concouru pour l'Estonie en 2000 et 2002. Bien que considérée comme favorite, la chanson est éliminée dès la demi-finale du Concours Eurovision de la chanson 2006.